# 不知火諾右衛門
不知火諾右衛門（日语：／ Shiranui Dakuemon，1801年—1854年8月20日），本名近久信次，日本肥後國宇土郡轟村栗崎（現熊本縣宇土市栗崎）出身的大相撲力士，第8代横綱。他也是唯一一個由橫綱降為關脇的力士。

## 生涯
他19歲時結婚，有兩個兒子。 在1823年，他與他的村長爭吵，失手下把村長推趺撞暈，因此他逃離了家鄉離開了他的家人。
他在1822年加入大坂相撲，並於1824年5月首次亮相比賽，但沒多大成功，因此於1830年11月轉移到江戶相撲。他於1839年3月晉升為大關。他於1840年2月只贏得一場比賽。
他不是一個特別強的力士，但在江戶時代結束時，能成為橫綱和力士能力關係不大，更多與他的支持者有關。不知火只是很幸運有強大的支持者。他被授予冠軍的實際日期是模糊的，但被正式承認的日期為是在1840年11月。他的名字沒有寫在1848年1月的下一場比賽的名單，因未知原因他缺席從1841年11月的比賽，他在1842年2月被降級為關脇。當時橫綱不是一個排名，而是一個頭銜。在幕內級比賽中，他贏得了48次比賽，輸了15次，勝利率76.2%。
他在1844年1月的比賽后引退。

## 「不知火型」橫綱入土俵儀式
不知火諾右衛門對後世最大的影響就是發明了一個橫綱入土俵姿勢，後世將之以他命名為「不知火型」，與「雲龍型」（以雲龍久吉命名）同為現時盛行的兩種橫綱入土俵之一。不過亦有說兩者的發明者其實恰好相反。